# Katharina Schratt
Katharina Schratt (Baden, 11 settembre 1853 – Vienna, 17 aprile 1940) è stata un'attrice teatrale austriaca.
Passò alla storia come "l'imperatrice d'Austria senza corona" in quanto amante e confidente dell'Imperatore Francesco Giuseppe.

## Biografia

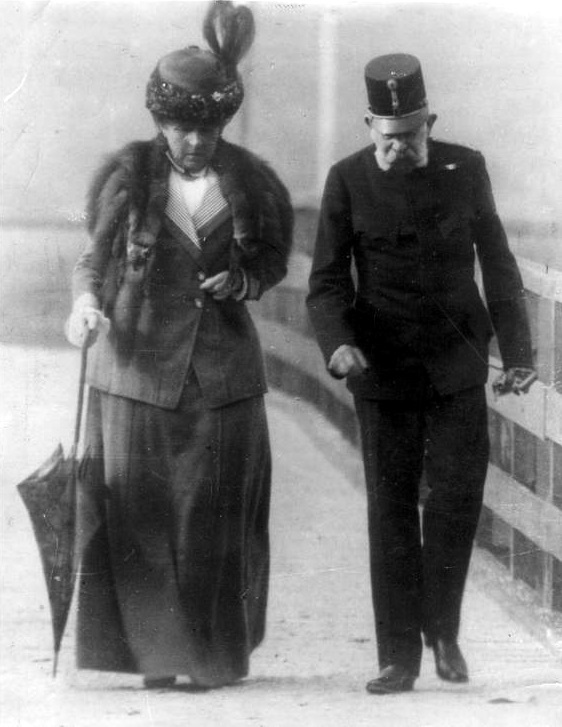
Gli ormai anziani Katharina e Francesco Giuseppe fotografati in una delle loro passeggiate

Katahrina Schratt era figlia di un commerciante di materiale per ufficio; aveva due fratelli. All'età di 6 anni cominciò ad interessarsi al teatro. Gli sforzi dei suoi genitori per contrastarla ebbero come conseguenza l'aumento di interesse per questa sua ambizione. A 18 anni apparve all'Hoftheater di Berlino, ottenendo notevole successo in breve tempo. Tuttavia la Schratt lasciò la Germania dopo pochi mesi, a seguito della chiamata dei viennesi per unirsi al teatro della loro città. 
La Schratt sposò l'aristocratico ungherese Nikolaus Kiss de Ittebe nel 1879 (rimanendo poi vedova nel 1909) e diede alla luce un figlio, Anton, nel 1880. Fece una tournée all'estero, che la portò anche a New York; dopodiché tornò definitivamente al Burgtheater di Vienna. Fu una delle attrici più popolari in Austria fino al suo ritiro dal palcoscenico nel 1900.
L'esibizione della Schratt nel 1885 all'Esposizione Industriale a Vienna attirò l'attenzione di Francesco Giuseppe, che la invitò a presenziare per la visita dello zar Alessandro III di Russia. Ben presto divenne compagna intima e amante di Francesco Giuseppe. Si dice che la moglie di Francesco Giuseppe, l'imperatrice Elisabetta, abbia effettivamente favorito i rapporti tra l'attrice e l'imperatore. Dopo l'assassinio di Elisabetta, la loro relazione continuò, con una sola interruzione (1900-1901, a causa di una divergenza di opinioni), fino alla morte dell'imperatore, avvenuta nel novembre del 1916. Durante la relazione la Schratt fu ricompensata con uno stile di vita generoso tra cui una villa sul Gloriettegasse di Vienna, vicino al Castello di Schönbrunn, e un palazzo a tre piani sul Kärntner Ring, proprio di fronte alla Staatsoper di Vienna. 
Dopo la morte di Francesco Giuseppe, visse completamente ritirata nel suo palazzo sul Kärntner Ring. Rifiutò grandi offerte economiche per le sue memorie e, negli ultimi tempi, divenne profondamente religiosa. Morì nel 1940 all'età di 86 anni e fu tumulata nel Cimitero Hietzing a Vienna.